# Веснеболог
Веснеболог — озеро в Щукинской волости Пустошкинского района Псковской области. По северо-восточному берегу проходит граница с Бежаницким районом.
Площадь — 3,4 км² (335,0 га; с островами — 3,7 км² или 366,0 га). Максимальная глубина — 6,0 м, средняя глубина — 4,0 м.
На берегу озера расположены деревня Сочихино.
Проточное. Относится к бассейну реки Веснеболожки, притока Алоли (бассейн реки Великой).
Тип озера лещово-уклейный с ряпушкой. Массовые виды рыб: щука, окунь, плотва, лещ, ряпушка, язь, линь, налим, ерш, красноперка, щиповка, вьюн, пескарь, уклея, густера, карась; широкопалый рак (единично).
Для озера характерно: в литорали — песок, камни, заиленный песок, ил, в центре — ил, заиленный песок, камни, в прибрежье — леса, луга, болото.
На берегу озера расположена база отдыха и кемпинг Псковской области «Веснеболог».